# Sonny Jurgensen
Christian Adolph “Sonny” Jurgensen III (* 23. August 1934 in Wilmington, North Carolina) ist ein ehemaliger US-amerikanischer American-Football-Spieler. Er spielte als Quarterback in der National Football League (NFL) bei den Philadelphia Eagles und den Washington Redskins.

## Jugend
Sonny Jurgensen besuchte in seiner Geburtsstadt die Schule und war bereits während seiner Kindheit als Football-, Baseball- und Basketballspieler aktiv. Als Schüler wurde er im Tennis Stadtmeister. Von 1948 bis 1953 besuchte er die High School, wo er gleichfalls Football, Basketball und Baseball spielte. Als Footballspieler spielte er auf verschiedenen Positionen und wurde in die Schülerauswahl von North Carolina gewählt, die in einem Auswahlspiel der Mannschaft von South Carolina mit 23:19 unterlag. Aufgrund seiner sportlichen Leistungen waren die Sportscouts verschiedener Colleges auf ihn aufmerksam geworden. Jurgensen schloss sich daraufhin der Duke University an.

## Spielerlaufbahn

### Collegekarriere
Sonny Jurgensen studierte von 1953 bis 1956 an der Duke University. In der Footballmannschaft seines Colleges kam er zunächst nicht als Quarterback zum Einsatz, vielmehr erhielt er Spielzeit als Defensive Back und Punter. Nach der Saison 1954 spielte er mit den Duke Blue Devils im Orange Bowl gegen die University of Nebraska. Bei dem 34:7-Sieg seiner Mannschaft kam er im Laufe des Spiels als Ersatzquarterback zum Einsatz. In diesem Jahr und in der nachfolgenden Spielzeit, in welcher er als Starting Quarterback eingesetzt wurde, gewann sein Team jeweils die Atlantic Coast Conference.

### Profikarriere
Sonny Jurgensen wurde im Jahr 1957 in der vierten Runde an 43. Stelle von den Philadelphia Eagles gedraftet. In den folgenden Jahren kam er nur als Ersatzspieler zum Einsatz. Hinter Quarterback Norm Van Brocklin gewann er im Jahr 1960 die NFL Meisterschaft. Die Eagles hatten in der Hauptrunde unter Trainer Buck Shaw zehn von zwölf Spielen gewinnen können, verloren aber im NFL-Endspiel gegen die Green Bay Packers mit 17:13. Van Brocklin beendete nach dem Spiel seine Laufbahn und Jurgensen übernahm danach seine Position. Im Jahr 1961 konnte er mehrere Saisonbestleistungen in der NFL aufstellen. Ihm gelangen die meisten gefangenen Pässe und er konnte mit 3.723 Yards den höchsten Raumgewinn aller Quarterbacks erzielen. Auch seine 32 erzielten Touchdowns waren der Ligaspitzenwert. Trotz seiner persönlichen Leistungen konnte es Jurgensen nicht verhindern, dass die Eagles in den Jahren 1962 und 1963 jeweils als eines der schlechten Teams die Spielrunden beendeten. Im Tausch gegen zwei Spieler gab ihn die Mannschaft aus Philadelphia 1964 an die Washington Redskins ab. In den nächsten Spieljahren wurde das Team der Redskins unter anderem von Otto Graham, einem ehemaligen Spitzen-Quarterback der Cleveland Browns und Vince Lombardi trainiert. Die Leistungen der Mannschaft blieb mittelmäßig. Daran änderten auch die Leistungen von Jurgensen nichts, der mehrfach Jahresbestleistungen aufstellte. Erst im Jahr 1971 trat nach der Verpflichtung von Head Coach George Allen bei den Redskins eine deutliche Steigerung ein. Jurgensen gewann mit seiner Mannschaft in der Hauptrunde neun von 14 Spielen und gelangte damit in die Play-offs. Im Divisional-Play-off-Spiel gegen die San Francisco 49ers kam er aufgrund einer Verletzung nicht zum Einsatz, seine Mannschaft verlor das Spiel mit 20:24.
Verletzungen waren auch dafür verantwortlich, dass Jurgensen seine Position als Starting-Quarterback zeitweise an Billy Kilmer verlor. 1972 war er nur noch Starter bei vier von 14 Spielen. Seine Mannschaft konnte nach einem Sieg über die Green Bay Packers in das NFC Championship Game gegen die von Tom Landry trainierten Dallas Cowboys einziehen. Mit einem 26:3-Sieg konnten die Redskins das Spiel gewinnen und sich für den Super Bowl qualifizieren. Gegner im Super Bowl VII waren die von Don Shula betreuten Miami Dolphins, die mit 14:7 als Sieger vom Platz gingen. In beiden Spielen fand Jurgensen keine Einsatzzeit.
Die Redskins blieben ein Spitzenteam in der NFL und auch in den nächsten beiden Spieljahren konnte Jurgensen mit seiner Mannschaft in die Play-offs einziehen. Der Einzug in ein Endspiel gelang Jurgensen allerdings nicht mehr. Nach der Saison 1974 beendete er seine Laufbahn.

## Nach der Laufbahn
Christian Jurgensen arbeitete von 1974 bis 2008 als Sportmoderator bei verschiedenen amerikanischen Radio- und Fernsehanstalten.

## Ehrungen
Sonny Jurgensen spielte fünfmal im Pro Bowl, dem Abschlussspiel der besten Spieler einer Saison. Er wurde fünfmal zum All-Pro gewählt. Er wurde im Jahr 1983 in die Pro Football Hall of Fame aufgenommen. Jurgensen ist Mitglied im NFL 1960s All-Decade Team, in der Duke University Sports Hall of Fame, in der North Carolina Sports Hall of Fame, sowie in der Greater Wilmington Sports Hall of Fame. Zudem wurde er auch von den beiden Mannschaften, für die er spielte, gesondert geehrt. Die Philadelphia Eagles haben ihn in ihre Eagles Hall of Fame aufgenommen und die Washington Commanders ehren ihn als einen der 90 Greatest der Mannschaft.